# Liste der Bodendenkmäler in Sulzemoos
Auf dieser Seite sind die Bodendenkmäler in der oberbayerischen Gemeinde Sulzemoos zusammengestellt. Diese Tabelle ist eine Teilliste der Liste der Bodendenkmäler in Bayern. Grundlage ist die Bayerische Denkmalliste, die auf Basis des Bayerischen Denkmalschutzgesetzes vom 1. Oktober 1973 erstmals erstellt wurde und seither durch das Bayerische Landesamt für Denkmalpflege geführt wird. Die folgenden Angaben ersetzen nicht die rechtsverbindliche Auskunft der Denkmalschutzbehörde.

## Bodendenkmäler der Gemeinde Sulzemoos

### Bodendenkmäler in der Gemarkung Einsbach
| Lage                | Objekt | Akten-Nr.     | Bild |
| ------------------- | --- | ------------- | ---- |
| Einsbach (Standort) | Ringwall des frühen Mittelalters. | D-1-7733-0159 |      |
| Einsbach (Standort) | Wall-Graben-Anlage vor- und frühgeschichtlicher Zeitstellung. | D-1-7733-0160 |      |
| Einsbach (Standort) | Abschnittsbefestigung vor- und frühgeschichtlicher Zeitstellung. | D-1-7733-0161 |      |
| Einsbach (Standort) | Mehrgliedriger Ringwall vor- und frühgeschichtlicher Zeitstellung. | D-1-7733-0162 |      |
| Einsbach (Standort) | Untertägige mittelalterliche und frühneuzeitliche Befunde und Funde im Bereich der Katholischen Pfarrkirche St. Margaretha in Einsbach und ihrer Vorgängerbauten. Siehe auch: St. Margaretha (Einsbach) | D-1-7733-0280 |      |
| Einsbach (Standort) | Untertägige mittelalterliche und frühneuzeitliche Befunde und Funde im Bereich der Katholischen Wallfahrtskirche Heilig Blut in Einsbach. Siehe auch: Heilig Blut (Einsbach)                            | D-1-7733-0281 |      |

### Bodendenkmäler in der Gemarkung Sulzemoos
| Lage                 | Objekt | Akten-Nr.     | Bild                       |
| -------------------- | --- | ------------- | -------------------------- |
| Sulzemoos (Standort) | Grabhügel vorgeschichtlicher Zeitstellung. | D-1-7633-0026 | Bodendenkmal D-1-7633-0026 |
| Sulzemoos (Standort) | Mittelalterliche und frühneuzeitliche Befunde im Bereich von Schloss Sulzemoos und seinen Vorgängerbauten mit zugehörigem Wirtschaftshof und Gartenanlagen. Siehe auch: Schloss Sulzemoos       | D-1-7733-0158 |                            |
| Sulzemoos (Standort) | Mittelalterliche und frühneuzeitliche Befunde im Bereich der Katholischen Pfarrkirche St. Johannes Baptist in Sulzemoos und ihrer Vorgängerbauten. Siehe auch: St. Johannes Baptist (Sulzemoos) | D-1-7733-0171 |                            |

### Bodendenkmäler in der Gemarkung Wiedenzhausen
| Lage                     | Objekt | Akten-Nr.     | Bild |
| ------------------------ | --- | ------------- | ---- |
| Wiedenzhausen (Standort) | Untertägige mittelalterliche und frühneuzeitliche Befunde und Funde im Bereich der Katholischen Filialkirche Hl. Kreuz in Orthofen. Siehe auch: Heilig Kreuz (Orthofen)                                      | D-1-7633-0197 |      |
| Wiedenzhausen (Standort) | Untertägige mittelalterliche und frühneuzeitliche Befunde und Funde im Bereich der Katholischen Filialkirche St. Florian in Wiedenzhausen und ihrer Vorgängerbauten. Siehe auch: St. Florian (Wiedenzhausen) | D-1-7633-0199 |      |
| Wiedenzhausen (Standort) | Siedlung vorgeschichtlicher Zeitstellung. | D-1-7733-0283 |      |
| Wiedenzhausen (Standort) | Siedlung der mittleren Bronzezeit. | D-1-7733-0284 |      |